# Glockenboden (Destillation)
Der Glockenboden ist in der technischen Chemie ein Einbau in einer Rektifikationsanlage zur fraktionierten Destillation. Ein solcher Destillationsapparat wird in der Chemischen Industrie einfach Kolonne genannt. Um flüssige Stoffgemische in Fraktionen unterschiedlicher Siedebereiche aufzutrennen, werden mehrere Glockenböden übereinander gesetzt.

## Funktion
Die Kolonne wird mit dem zu fraktionierenden heißen Dampfgemisch von unten nach oben kontinuierlich durchströmt.

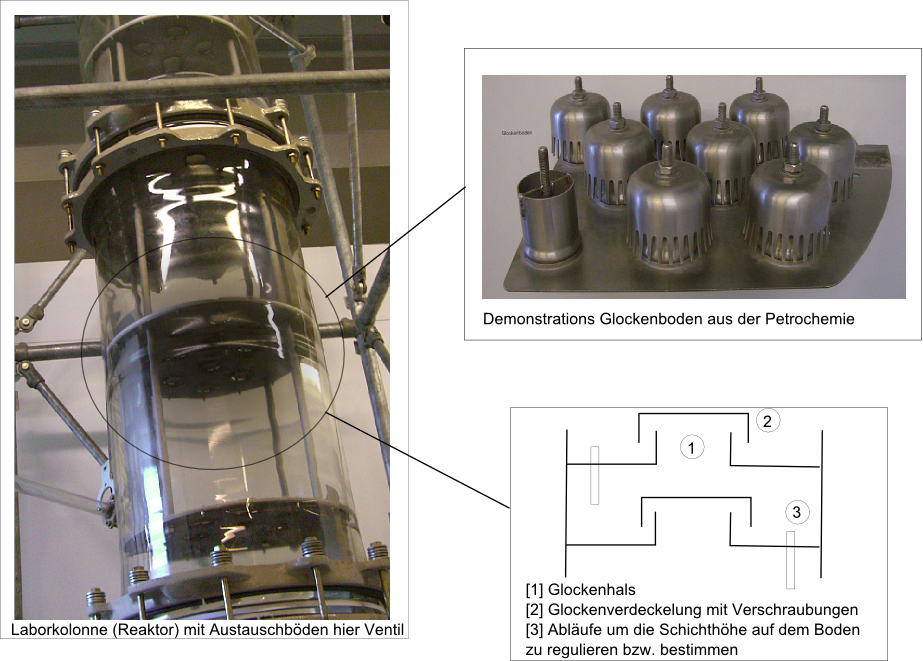
Fotografische und schematische Darstellung eines Glockenbodens

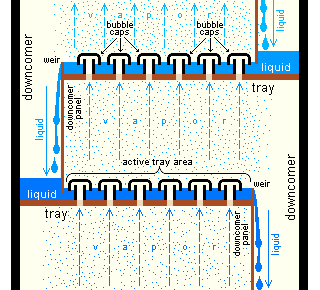
Der Flüssigkeitsstand oder Überlauf wird so gestaltet, dass durch die Glocken keine Absaugung durch den Hebereffekt auftritt.

Durch den Glockenboden soll eine größtmögliche Kontaktfläche zwischen dem Dampfgemisch und der auf den Böden stehenden kondensierten Flüssigkeit erreicht werden. Durch diesen Kontakt werden kondensierbare Anteile aus der Gasphase niedergeschlagen, die Kondensationsenthalpie wird frei und bringt flüchtige Anteile aus der Flüssigkeitsphase zum Verdampfen. Dies wiederholt sich auf jedem Boden, so dass sich die kondensierten Leichtsieder in den oberen, die Schwersieder in den unteren Böden anreichern. Die Gasphasen der Böden, die sich unten befinden, weisen eine höhere Temperatur und einen höheren Druck auf als jene der jeweils höheren Böden. Dies treibt den Durchsatz der Kolonne an. Dabei wird möglichst durch die Gastemperatur und den Versorgungsdruck die thermische Führung der Kolonne optimiert und wenig Wärme abgegeben (adiabatisches Verhalten).
Ein Glockenboden besteht aus einem horizontalen Lochblech, dessen Öffnungen durch Röhren nach oben verlängert sind. Diese sind mit verschraubt aufsitzenden glockenförmigen Abdeckungen versehen, daher die Bezeichnung. Überlaufwehre halten einen Teil des zur Flüssigkeit kondensierten Gases auf den Böden zurück, ein weiterer Teil läuft über das Wehr wieder auf den nächsttieferen Boden zurück. So werden Schwersieder nach unten befördert, während Leichtsieder als Dampf aufsteigen. Seitenabzüge ermöglichen das kontinuierliche Abtrennen von Zwischenfraktionen, die aber mit den gelösten Leichtsiedern verunreinigt sind und gegebenenfalls durch Stripper gereinigt werden können. Leichtsieder oder Produkte werden über den Kopf der Kolonne, Schwersieder über den Sumpf abgezogen.